# Kamelenteen

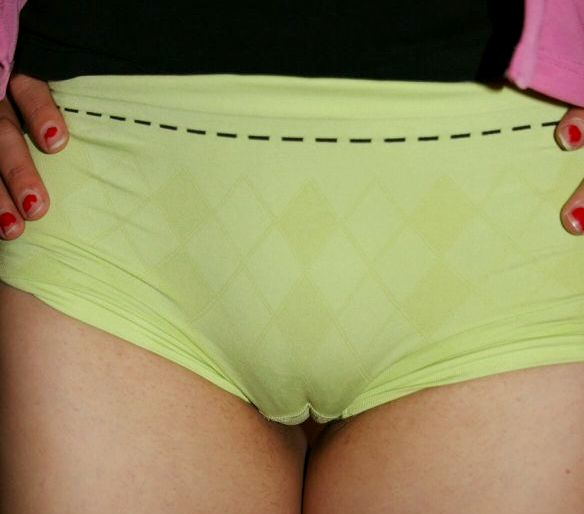
Voorbeeld van een kamelenteen

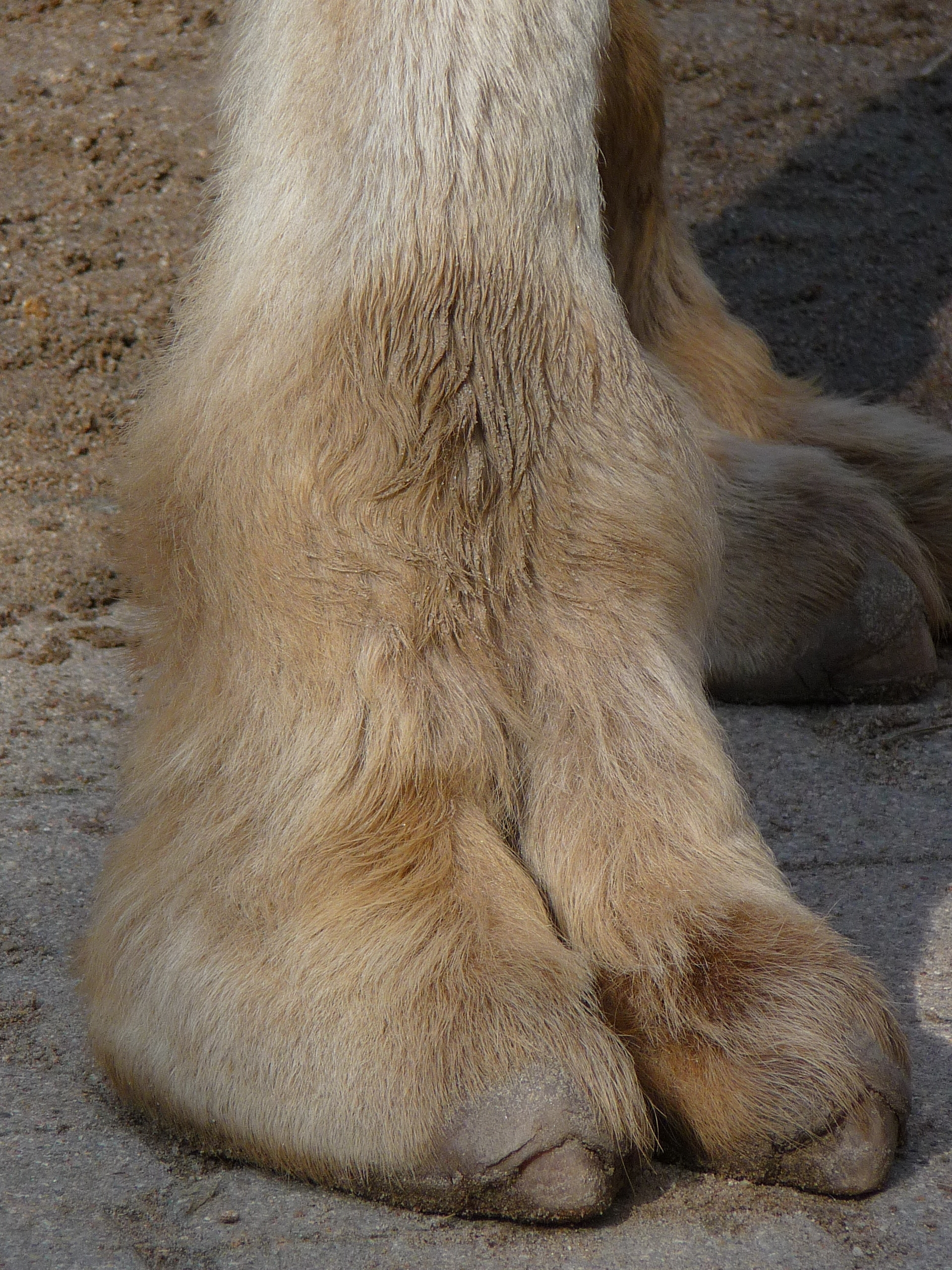
Een voet van een kameel

Kamelenteen (ook wel: "lipleesbroek"; Engels: Cameltoe) is een term die gebruikt wordt om aan te geven dat kleding zodanig strak om de schaamstreek van een vrouw zit dat de kleding zich tussen de schaamlippen wringt. Aangezien dit qua vorm op een kamelenteen lijkt, kreeg het ook deze naam. Een anatomische voorwaarde is dat de binnenste schaamlippen relatief klein zijn ten opzichte van de buitenste schaamlippen, waardoor de ruimte aanwezig is die de kamelenteen zichtbaar kan maken. De kamelenteen is het best zichtbaar wanneer een vrouw één kledingstuk over haar schaamstreek draagt, bijvoorbeeld een bikini, sportbroek, stretchbroek, legging of een erg strakke spijkerbroek en is het meest uitgesproken bij een geschoren schaamstreek.
Cameltoe is substandaard taalgebruik in het Engels.